# Academie Minerva

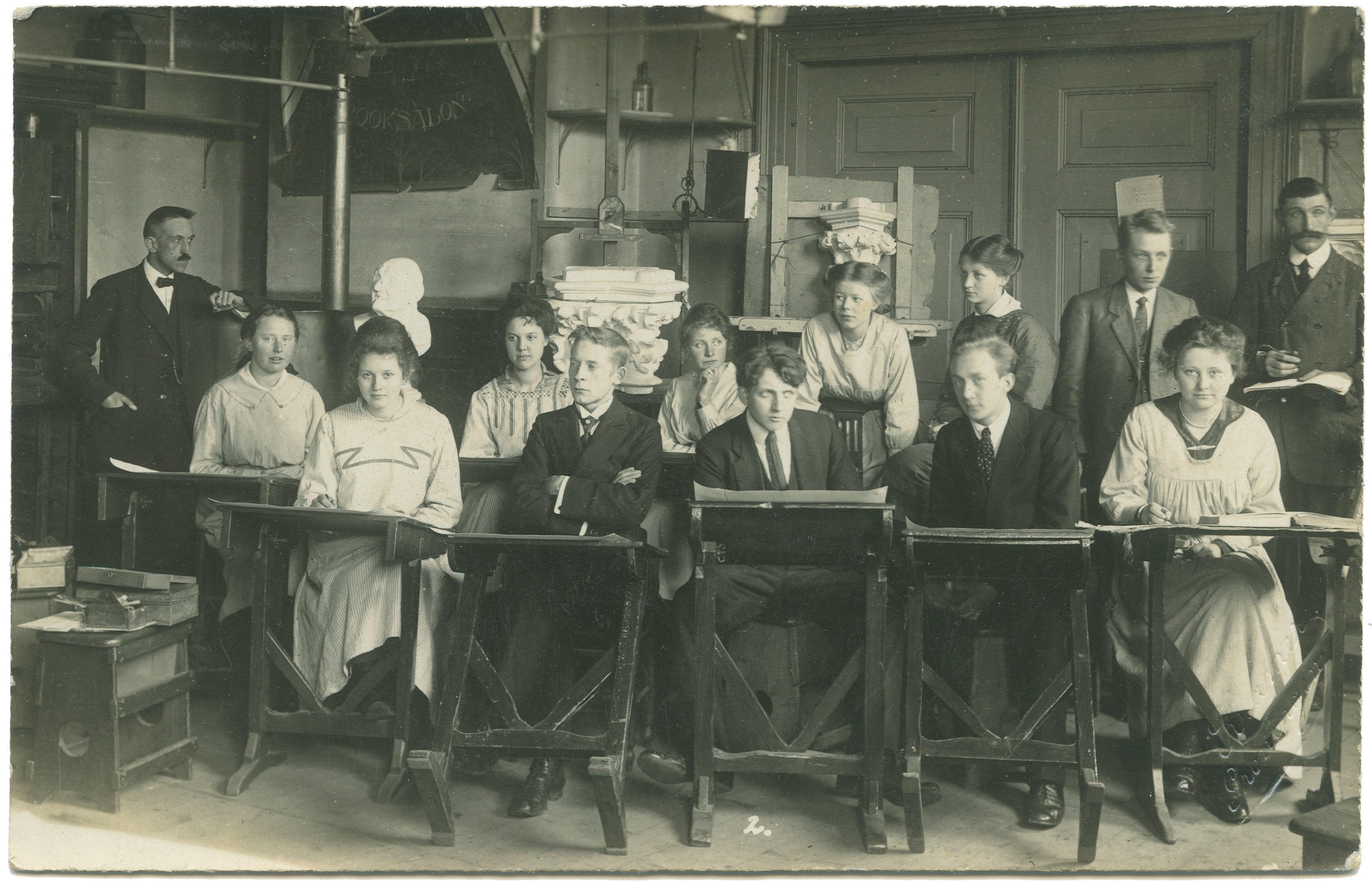
Een klas van Academie Minerva (1922), gefotografeerd door P.B. Kramer. Links staat docent A.W. Kort. Vooraan 2e van rechts zit Johan Dijkstra. De jongedame middenachter, met haar hand onder het hoofd, is Dijkstra's latere echtgenote Marie van Veen.

Academie Minerva is een school op het gebied van beeldende kunst, vormgeving en popcultuur en is onderdeel van de Hanzehogeschool Groningen. Hieronder vallen de afdelingen Beeldende Kunst en Vormgeving (BKV) en FMI Masters (Frank Mohr Instituut International Masters) in de stad Groningen en de Academie voor Popcultuur te Leeuwarden.

## Geschiedenis
In 1797 namen zes Groninger burgers het initiatief tot het oprichten van een school in de Teken- Bouw- en Scheepvaartkunde. De eerste lessen werden in januari 1798 gegeven aan een door het stadsbestuur beschikbaar gesteld pand in de Oude Kijk in 't Jatstraat. Als hoofdonderwijzer voor de tekenafdeling werd Gerardus de San aangetrokken. In oktober van dat jaar werden ook de lessen in bouw- en zeevaartkunde gestart.
In 1820 werd de vereniging 'Kunstlievend Genootschap ter aanmoediging en bevordering van teeken-, schilder-, graveer-, en beeldhouwkunst' opgericht, waar kunstenaars en kunstliefhebbers uit stad en ommeland theorie- en praktijklessen konden krijgen. Deze vereniging schreef vanaf 1824 teken- en schilderwedstrijden uit: In eerste instantie voor inwoners van de provincie Groningen, maar later ook voor alle Nederlanders.
In 1831 waren de school en het genootschap als gevolg van financiële problemen genoodzaakt om te fuseren. De nieuwe naam van het instituut werd Minerva. Omdat Minerva zich ook openstelde voor kunstenaars uit het hele land, bleef er voor kunst uit Groningen niet meer een echt podium over. Om die reden werd in 1832 ter vervanging van het oude genootschap het Kunstlievend Genootschap Pictura opgericht, die onder andere wedstrijden uitschreef voor inwoners van de provincie Groningen. Vanaf 1842 konden hier echter ook kunstenaars uit het hele land aan deelnemen.

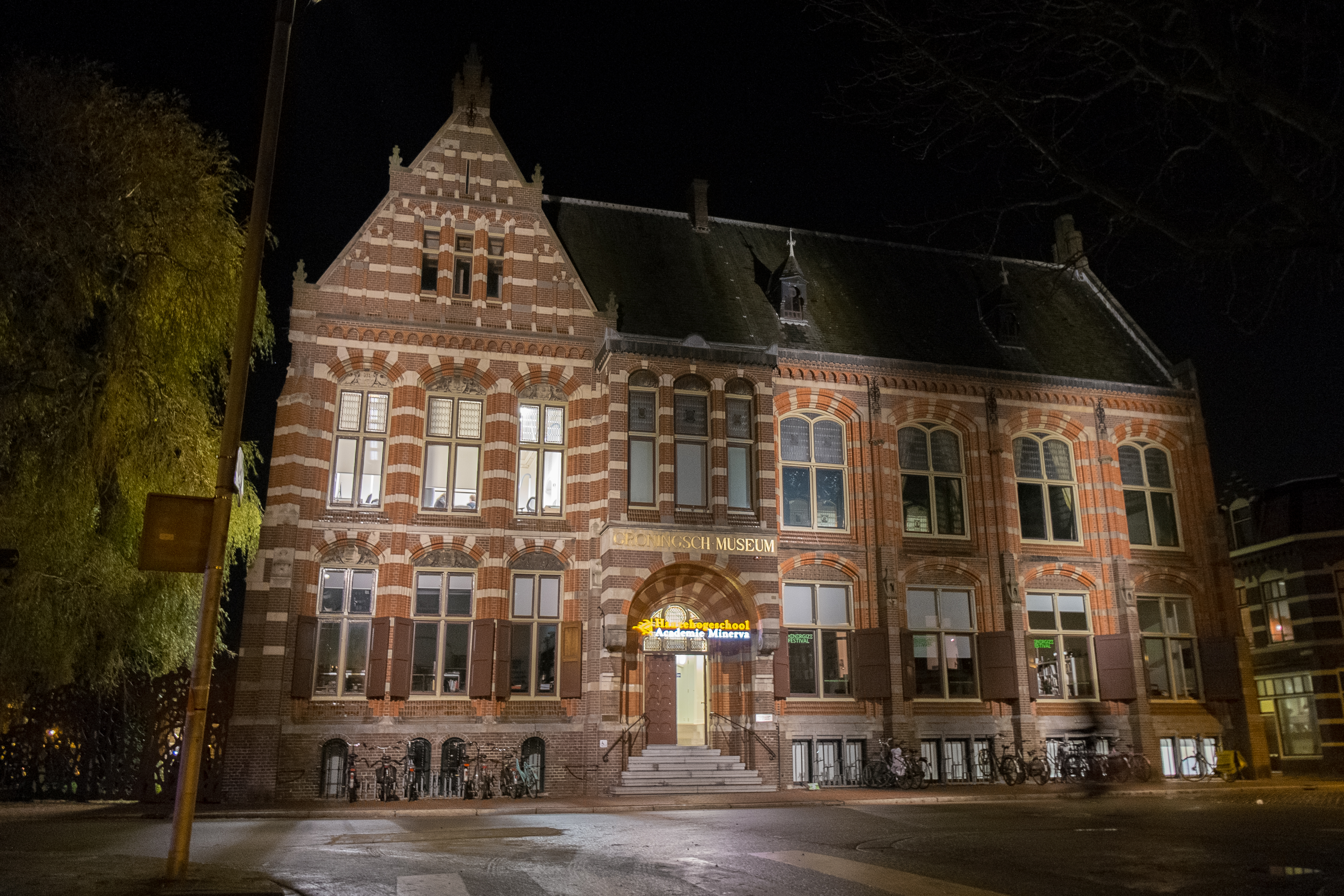
Sinds 2009 wordt er ook onderwijs gegeven in dit oude gebouw van het Groninger Museum aan de Praediniussingel

In 1857 verhuisde de school naar de Oude Boteringestraat, in dat jaar werd Johannes Hinderikus Egenberger de nieuwe directeur van de kunstacademie. In 1913 werd de academie opgenomen in een nieuw gevormde middelbare technische school, met afdelingen beeldende en toegepaste kunsten, bouwkunde en de zeevaartschool, onder de naam 'Gemeentelijke inrichtingen voor nijverheidsonderwijs'. De mts werd gevestigd in een nieuw scholencomplex aan de Petrus Driessenstraat, gebouwd onder architectuur van Jan Wiebenga en Leendert van der Vlugt. De MTS (later HTS) en de Hogere Zeevaartschool (HZS) groeiden na de Tweede Wereldoorlog, waardoor er weinig ruimte voor de kunstafdeling overbleef.
In 1964 werd de voormalige kunstnijverheidsschool een zelfstandige Academie voor Beeldende Kunsten (ABK). In de jaren daarna werd les gegeven op verschillende plekken in de stad. In 1984 verhuisde Academie Minerva naar een nieuw gebouw, van architect Piet Blom, aan het Gedempte Zuiderdiep in de stad.

## Afdelingen

### Beeldende kunst
Minerva is een zelfstandige kunstacademie sinds 1964. Onder andere diverse leden van de Groninger Kunstkring De Ploeg (1918) hebben aan Minerva gestudeerd. Uit de Academie Minerva is de vierde generatie van de 'Groep van de figuratieve abstractie', bij afkorting genaamd 'De Groep', voortgekomen.

#### Prijzen en stipendia
De Academie reikt elk jaar enkele prijzen en stipendia uit, waaronder het Coba de Groot Stipendium, George Verbergstipendium, de Klaas Dijkstra Academieprijs, Academie Minerva Prijs voor Vormgeving en de Menzisbeurs.

#### Bekende oud-leerlingen/docenten (selectie)
Vermeld worden de personen waarover een artikel in de Nederlandstalige Wikipedia staat.
Leerlingen (A t/m J)
- Wobbe Alkema
- Nelleke Allersma
- Cor Alons
- Riek Ammermann
- Jan Lucas van der Baan
- Jan van Baren
- Herman Bartelds
- Nicolaas van Beek
- Gerrit Reinier van den Berg
- Trudi van den Berg
- Aizo Betten
- Lotta de Beus
- Gjalt Blaauw
- Maree Blok
- René de Boer
- Frode Bolhuis
- Jan Brouwer
- Annemarie Busschers
- Hil van Calcar
- Christine Chiffrun
- Wim Crouwel
- Gosse Dam
- Jef Depassé
- Rachel Dieraert
- Klaas van Dijk
- Johan Dijkstra
- Sam Drukker
- Erasmus Herman van Dulmen Krumpelman
- Marieke Eisma
- Harm Ellens
- Kie Ellens
- Ruurd Elzer
- Sjoerd Elzer
- Johann Faber
- Anita Franken
- Bas Galis
- Sierd Geertsma
- Wim Gerritsma
- Afina Goudschaal
- Cor Groenenberg
- Bastiaan de Groot
- Sandra de Groot
- Toos Hagenaars
- Albert Hahn
- Egbert Hanning
- Karin Hardonk
- Jan ten Have
- Sjouke Heins
- Henk Helmantel
- Charles Henri
- Henk Hofstra
- Rineke Hollemans
- Derk Holman
- Kea Homan
- Reinder Homan
- Alida van Houten
- Gerrit van Houten
- Hans van Houwelingen
- Auke Hulst
- Jozef Israëls
- Frederik Engel Jeltsema
- Cornelis Jetses
- Jan Gerrit Jordens
- Hans Jouta

Leerlingen (K t/ Z)
- Peter de Kan
- Lucas Klein
- Marten Klompien
- Jan van der Kooi
- Marina van der Kooi
- Abe Kuipers
- Magda Lagerwerf
- Herman Lamers
- Evert van Linge
- Bas Lugthart
- Frits Maats
- Rijna Makkinga
- George Martens
- Mariët Meester
- Thees Meesters
- Rinus Meijer
- Willem Lodewijk Meijer
- Hendrik Johan Melgers
- Hans Mes
- Aernout Mik
- Egbert Modderman
- Jesse van Muylwijck
- Bert Nienhuis
- Jacob Nuiver
- Wouter Okel
- Theo Onnes
- Albert Oost
- Jasper Oostland
- Nico Parlevliet
- Uko Post
- Alida Jantina Pott
- Albert Jurardus van Prooijen
- Albert Rademaker
- Egbert Reitsma
- Dolly de Rode
- Arent Ronda
- Jaap de Ruig
- Jan Schaper
- Coen Schilt
- Geert Schreuder
- Gert Sennema
- Jan Smalt
- Kor Smeenge
- Anno Smith
- Ellen Spijkstra
- Jan Steen (beeldhouwer)
- Jos Steenmeijer
- Elisabet Stienstra
- Herman Tulp
- Petra Urban
- Tjeerd Veenhoven
- Mirjam Veldhuis
- Chris Verbeek
- Yvonne Visser
- Wladimir de Vries
- Gerrie Wachtmeester
- Ben Walrecht
- Herman Walstra
- Jan Wiegers
- Henri de Wolf
- Henny Zandjans
- Jan van der Zee
- Johan van Zweden

Docenten
- Allie van Altena
- Jan Altink, ook leerling
- Franciscus Hermanus Bach
- Nico Bulder, ook leerling
- Geurt van Dijk
- Johannes Hinderikus Egenberger, directeur
- Otto Eerelman, ook leerling
- Cor Groenenberg
- Marlite Halbertsma
- Guus Hellegers
- Herman van Hoogdalem, ook leerling
- Arnold Willem Kort
- Diederik Kraaijpoel
- Geert Meyer
- Wout Muller
- Evert Musch, ook leerling
- Ferdinand Oldewelt, directeur
- Olphaert den Otter
- Karl Pelgrom
- Piet Pijn
- Rein Pol
- Jentsje Popma
- Ralph Prins
- Matthijs Röling
- Gerardus de San, directeur
- Leo Schatz
- Johan Sterenberg, ook leerling
- Martin Tissing, ook leerling
- Willem Valk
- Dirk de Vries Lam, directeur
- Max van der Wissel, directeur
- Cornelis Pieter de Wit
- Ek van Zanten
- Willem Zwart

### Zeevaartkunde
De HTS en de HZS zijn lang een onderdeel geweest van de Academie. De HZS is thans gefuseerd met de Zeevaartschool "Abel Tasman" in Delfzijl, de HTS is nu deel van de Hanzehogeschool.
De Hogere Zeevaartschool Groningen was een van de grotere zeevaartscholen voor zowel de Grote Handels Vaart (GHV) als de Kleine Handels Vaart (KHV) en de opleiding Maritiem Radio officier.
Alle basisopleidingen en de zogenaamde "rangen" werden er gedoceerd.
In het (gemeentelijk) internaat "Admiraal Van Kinsbergen", gelegen aan de Noorderstationsstraat, woonden ruim 40 studenten gedurende de tweejarige basisopleidingen. Op de Academie Minerva werd er een zeemansuniform gedragen door de studenten van de basisopleidingen. Deze Zeevaartschool heeft veel koopvaardij-officieren voortgebracht.